# チャールズ・ヴェーン (第3代ロンドンデリー侯爵)
第3代ロンドンデリー侯爵チャールズ・ウィリアム・ヴェーン（英語: Charles William Vane, 3rd Marquess of Londonderry, KG, GCB, GCH, PC, 1778年5月18日 - 1854年3月6日）は、アイルランド出身のイギリスの軍人、政治家、貴族。初代ロンドンデリー侯爵ロバート・ステュアートと、その2番目の妻で初代キャムデン伯爵チャールズ・プラットの娘であるフランセスとの間の一人息子。カースルレー卿の異母弟、ウィンストン・チャーチルの曽祖父にあたる。

## 生涯
ダブリンにチャールズ・ウィリアム・ステュアート（Charles William Stewart）として生まれ、イートン校で学び、16歳のときイギリス軍に中尉として入隊した。ステュアートは1794年にフランドルでの戦役に従軍し、1798年のアイルランド反乱の鎮圧で軍功を認められて、第5アイルランド竜騎兵連隊所属の中佐に昇進した。
2年後の1800年、ステュアートはキルケニー県のトーマスタウン選挙区でトーリー党から立候補してアイルランド議会庶民院 (en) の議員に当選したが、ステュアートの議席の選挙区はその後2カ月でロンドンデリー県選挙区に変更された。彼は合同法が発効する1801年まで同議席を保持し、1801年から1814年まではロンドンデリー選挙区選出の連合王国庶民院議員となった。

### 軍歴
1803年、ステュアートは国王ジョージ3世の副官となり、4年後の1807年には戦争および植民地担当副大臣（同大臣を兄カースルレー卿が務めていた）に任命された。彼は1808年から1809年にかけてのコルーニャ戦役では騎兵大隊を指揮し、騎兵隊同士の衝突したベナヴェンテの戦いでは目覚ましい働きをした。1809年4月、ステュアートはアーサー・ウェルズリー中将（後の初代ウェリントン公爵）の高級副官となって半島戦争に従軍し、ブサクの戦いおよびタラヴェラの戦いで武名を高めた。彼は1810年にイギリス議会から感書を贈られ、1813年11月20日に第25軽竜騎兵連隊の司令官に昇進、また同年バス勲爵士となった。ナポレオン戦争の終盤に、ステュアートはベルリン駐在の特命全権公使となり、また大同盟諸国の軍事委員会の委員をも兼ね、クルムの戦いでは負傷している。
ステュアートは諸外国から多くの栄典・勲章を受けたほか、1814年にはアイルランドのドニゴール県ステュアーツ・コートおよびバリローンに由来する連合王国貴族、ステュアート男爵（Baron Stewart）に叙せられた。同じ年にオックスフォード大学とケンブリッジ大学から名誉学位を受け、枢密院議員に加えられ、国王ジョージ3世の侍従長となった。また同じ1814年にオーストリア大使に任命されて同職を9年間務め、兄カースルレー卿とともにイギリス特命全権公使の1人としてウィーン会議に出席している。会議開催中のステュアートの不作法な振る舞いはウィーンの人々の注目の的であった。彼は大酒飲みで、娼婦のもとに通い詰め、公衆の面前で若い女性の体をさわったり、はては通りの真ん中でウィーンの御者を相手に決闘を始める始末だった（幸い、オーストリア官憲が止めに入った）。
ステュアートは1816年にロイヤル・ゲルフ勲章を授与され、1820年2月3日に第10竜騎兵連隊の司令官になった。

### 結婚
ステュアートは1822年に異母兄カースルレー卿の死によって第3代ロンドンデリー侯爵を襲爵した。翌1823年に彼はダーラム州シーハムに由来するヴェーン伯爵（Earl Vane）およびシーハム子爵（Viscount Seaham）に叙せられたが、これは2番目の妻フランセスが、第2代準男爵サー・ヘンリー・ヴェイン＝テンペストの女子相続人であることに依拠した叙爵であった。
1819年にフランセスと結婚した後、ステュアートは王の認可を得て姓をヴェーンに変更し、炭鉱業で栄えるダーラム州シーハム・ホールの領地を始めとする莫大な財産を持つ妻の財産を自分のものにした。ヴェーンはまた近郊の港湾都市サンダーランドに対抗してシーハムの町に港湾を建設した。さらにヴェーンは妻の財産を使って、ロンドンデリー侯爵家の本邸であるアイルランドのマウント・ステュアートを改装し、ロンドンのパーク・レーンにある大邸宅ホールダーネス・ハウスを買い取り、ここをロンドンデリー・ハウスと名付けた。
ロンドンデリー侯爵は1823年からロンドンデリー県知事を務め、1842年にダーラム州知事となり、翌1843年には第2近衛連隊の司令官に就任した。1853年にはガーター勲章を授けられ、その翌年にロンドンデリー・ハウスで亡くなった。ダウン県ニュータウナーズにあるスクラボ・タワーは、ロンドンデリー侯爵を顕彰するため1857年に建てられた。ロンドンデリー侯爵位は最初の妻との間に生まれた長男に引き継がれたが、ヴェーン伯爵位は2番目の妻との間に生まれた次男が相続した。

## 子女
最初の妻であった第3代ダーンリー伯爵ジョン・ブライの娘レディ・キャサリン・ブライとの間には息子を1人もうけた。
- フレデリック・ウィリアム・ロバート・ステュアート（1805年 - 1872年） - 第4代ロンドンデリー侯爵。

2番目の妻であったレディ・フランシス・テンペスト＝ヴェーンとの間には3男3女をもうけた。
- ジョージ・ヘンリー・ロバート・チャールズ・ウィリアム・ヴェーン＝テンペスト（1821年 - 1884年） - 第2代ヴェーン伯爵、後に第5代ロンドンデリー侯爵。
- レディ・フランセス・アン・エミリー・ヴェーン＝テンペスト（英語版）（1822年 - 1899年） - 第7代マールバラ公爵ジョン・スペンサー＝チャーチルと結婚、ウィンストン・チャーチルの祖母。
- アレクサンドリナ・オクタヴィア・マリア・ヴェーン＝テンペスト（英語版）（1823年 - 1874年） - ロシア皇帝アレクサンドル1世の名付け子、第3代ポータリントン伯爵ヘンリー・ドーソン＝デイマーと結婚。
- アドルファス・フレデリック・チャールズ・ウィリアム・ヴェーン＝テンペスト（英語版）（1825年 - 1864年） - 保守党政治家、庶民院議員。精神病に罹り、療養生活を送った。
- アデレード・エメリーナ・キャロライン・ヴェーン＝テンペスト（1830年 - 1882年） - 弟の家庭教師フレデリック・ロウ牧師と駆け落ちした。
- アーネスト・マクドネル・ヴェーン＝テンペスト（1836年 - 1885年） - 将校の地位を金で買い、後に懲戒免職となった。

| アイルランド議会                               | アイルランド議会 | アイルランド議会                                               |
| ---------------------------------------------- | --- | -------------------------------------------------------------- |
| 先代 ジョージ・ダンバー ジェームズ・キアニー   | 庶民院議員（トマスタウン選挙区選出） 1800年3月 – 5月 同職：ジェームズ・キアニー 1800年3月 – 4月 ウィリアム・ガーディナー 1800年4月 – 5月                                                        | 次代 ウィリアム・ガーディナー ジョン・フランシス・クラドック   |
| 先代 トマス・コノリー ティロン伯爵             | 庶民院議員（ロンドンデリー県選挙区選出） 1800年 同職：ティロン伯爵 | 次代 連合王国議会                                              |
| グレートブリテンおよびアイルランド連合王国議会 | |                                                                |
| 新設選挙区                                     | 庶民院議員（ロンドンデリー選挙区選出） 1801年 – 1814年 同職：サー・ジョージ・ヒル準男爵 1801年 – 1802年 ジョージ・ベレスフォード卿 1802年 – 1812年 ウィリアム・ポンソンビー閣下 1812年 – 1814年 | 次代 ウィリアム・ポンソンビー閣下 アレクサンダー・ステュアート |
| アイルランドの爵位                             | |                                                                |
| 先代 ロバート・ステュアート                    | ロンドンデリー侯爵 1822年 - 1854年 | 次代 フレデリック・ステュアート                                |
| イギリスの爵位                                 | |                                                                |
| 爵位創設                                       | ヴェーン伯爵 1823年 - 1854年 | 次代 ジョージ・ヴェーン＝テンペスト                            |
| 爵位創設                                       | ステュアート男爵 1814年 - 1854年 | 次代 ジョージ・ヴェーン＝テンペスト                            |